# Хукбалахапское восстание
Хукбалахапское восстание (также Восстание хуков) — антиправительственное восстание прокоммунистически настроенного крестьянства и бывших солдат Хукбалахапа, вооружённого крыла Компартии Филиппин, охватившее центральную часть филиппинского острова Лусон в 1946—1954 годах. Возглавлял восстание Луис Тарук, его заместителем был Кастро Алехандрино. К 1950 году восставшие добились определённых успехов, однако в 1954 году избранный за год до этого президент Рамон Магсайсай подавил восстание с помощью поставок вооружений из США.
Вооружённое движение коммунистического толка зародилось на Лусоне ещё в начале 1930-х годов, когда Филиппины были колонией США, значительно усилившись после оккупации страны японской армией в 1942 году в ходе Второй мировой войны. К концу Второй мировой войны партизанские отряды Хукбалахапа контролировали на Лусоне значительные территории, создав фактически собственное правительство, уничтожив большое количество японских солдат и конфисковав имения казнённых ими за сотрудничество с оккупантами местных помещиков, однако после возвращения в 1945 году американских войск эти отряды были вынуждены самораспуститься, хотя с недоверием относились к обещаниям американцев предоставить стране независимость и крайне неохотно сдавали оружие.
После получения Филиппинами независимости в 1946 году и выборов в парламент Коммунистическая партия Филиппин получила в нём места, однако проиграла выборы Либеральной партии. После этой неудачи значительное количество ветеранов партизанского движения заявили о непризнании легитимности «олигархического» правительства, которое они считали марионеточным, и вновь начали партизанскую войну в джунглях Лусона, сумев, как оказалось, укрыть от американцев в 1945 году большое количество вооружений. Тогдашний президент Филиппин Мануэль Рохас бросил большую часть филиппинской армии против повстанцев (политическое руководство подавлением восстания осуществлял либерал Корнелио Вильяреаль, возглавлявший парламентскую Комиссию по расследованию антифилиппинской деятельности). Однако в плане подготовки и боевого духа правительственные войска существенно уступали бывшим хукбалахапцам, пользовавшимся к тому же поддержкой значительной части населения. К 1950 году под контролем восставших оказалась большая часть центрального Лусона, возникла непосредственная угроза Маниле. У Хукбалахапа в это время было 15 000 постоянных бойцов и более 100 000 действовавших временно.
Однако после начала в 1952 году получения Филиппинами непосредственных поставок новейших вооружений из бывшей метрополии, Соединённых Штатов, и прихода к власти спустя год Рамона Магсайсая, пообещавшего проведение некоторых социальных реформ, положение повстанцев стало стремительно ухудшаться. Полиция и армия теперь чинили дороги, рыли колодцы, строили дома и общественные учреждения. Сдавшимся повстанцам пообещали земельные участки в обмен на прекращение борьбы. По сообщениям правительства около 1500 повстанцев сдалось, узнав об этой программе, хотя землю получили лишь 950 человек, из которых только 250 были бывшими повстанцами.
Ситуация для повстанцев осложнялась и тем, что в результате успешной операции филиппинских спецслужб было захвачен тайный штаб «хуков» в Маниле, что привело к аресту многих видных лидеров движения. Сам Тарук с последними отрядами сдался, выйдя из джунглей, в 1954 году. В 1948 году была объявлена частичная амнистия участникам восстания.